# 고등기술학교
고등기술학교(高等技術學校)는 중학교나 고등공민학교를 졸업한 사람들에게 실제 직업에 필요한 기술 교육을 실시하는 학교이다. 고등학교 과정에 준하며, 수업 연한은 1~3년이며, 이외에도 고등학교 졸업자를 대상으로 한 전공과를 1년 이상 둘 수가 있다.

## 같이 보기
- 공민학교
- 고등공민학교
- 대한민국의 초등학교
- 대한민국의 중학교
- 대한민국의 고등학교
- 전공대학